# Milivoje Novakovič
Milivoje Novakovič (Lubiana, 18 maggio 1979) è un ex calciatore sloveno, di ruolo attaccante.

## Carriera

### Club

#### Inizi
Dopo le giovanili nell'Olimpia Lubiana, Novakovič gira tra squadre minori dell'Europa centro-settentrionale, tra le quali il SAK Klagenfurt e l'ASK Voitsberg. Nella stagione 2003-2004 approda al SV Mattersburg, nel campionato di calcio austriaco, dove trova poco spazio ma si fa notare per i 2 gol nelle 6 partite di campionato giocate. Viene ingaggiato così nella stagione successiva dal LASK Linz, per poi passare nella stagione 2005-2006 al Liteks Loveč, nella massima serie del campionato bulgaro, nella quale realizza 19 gol in sole 27 partite. Con i bulgari disputa anche la sua prima gara in Coppa UEFA, esordendo nel 2-2 casalingo contro il Genk.

#### Colonia
La svolta in carriera arriva però nel 2006, quando viene ingaggiato dal Colonia, club militante nella seconda serie del campionato tedesco. Con la maglia biancorossa diventa capocannoniere della 2. Fußball-Bundesliga 2007-2008 con 20 reti e trascina la squadra alla promozione in Bundesliga.

#### In giro per il mondo
Nel 2012, in seguito alla nuova retrocessione del Colonia, Novakovič si trasferisce in prestito all'Omiya Ardija, club militante nella massima divisione del campionato giapponese, nel 2014 va a giocare nello Shimizu S-Pulse (dopo la rescissione col il club tedesco)  e nel 2015 nel Nagoya Grampus sempre nella massima serie giapponese.
A febbraio del 2016 torna in patria per giocare nel Maribor. Con il club chiude la sua carriera da calciatore, non prima di vincere il campionato 2016-2017, realizzando tra l'altro 11 gol.

### Nazionale
Inizia la sua carriera nella nazionale slovena nel 2006, parallelamente all'approdo al Colonia. Dopo aver disputato oltre 50 partite, nel 2012 decide di abbandonarla, per concentrarsi meglio sul club in cui milita. Nel 2013 decide di ritornare a giocare per i propri colori. L'11 ottobre 2013, inoltre, segna una tripletta nella partita contro la Norvegia. L'ultima gara l'ha disputata nel 2017 contro Malta andando anche in rete.
Attualmente è al secondo posto come miglior marcatore sloveno in nazionale, alle spalle del solo Zlatko Zahovič (4 gol di differenza tra i due).

## Statistiche

### Cronologia presenze e reti in nazionale
| Cronologia completa delle presenze e delle reti in nazionale ― Slovenia | Cronologia completa delle presenze e delle reti in nazionale ― Slovenia | Cronologia completa delle presenze e delle reti in nazionale ― Slovenia | Cronologia completa delle presenze e delle reti in nazionale ― Slovenia | Cronologia completa delle presenze e delle reti in nazionale ― Slovenia | Cronologia completa delle presenze e delle reti in nazionale ― Slovenia | Cronologia completa delle presenze e delle reti in nazionale ― Slovenia | Cronologia completa delle presenze e delle reti in nazionale ― Slovenia |
| Data                                                                    | Città                                                                   | In casa                                                                 | Risultato                                                               | Ospiti                                                                  | Competizione                                                            | Reti                                                                    | Note                                                                    |
| ----------------------------------------------------------------------- | ----------------------------------------------------------------------- | ----------------------------------------------------------------------- | ----------------------------------------------------------------------- | ----------------------------------------------------------------------- | ----------------------------------------------------------------------- | ----------------------------------------------------------------------- | ----------------------------------------------------------------------- |
| 28-2-2006                                                               | Nicosia                                                                 | Cipro                                                                   | 0 – 1                                                                   | Slovenia                                                                | Amichevole                                                              | -                                                                       | 63’                                                                     |
| 1-3-2006                                                                | Bucarest                                                                | Romania                                                                 | 2 – 0                                                                   | Slovenia                                                                | Amichevole                                                              | -                                                                       | 71’                                                                     |
| 31-5-2006                                                               | Celje                                                                   | Slovenia                                                                | 3 – 1                                                                   | Trinidad e Tobago                                                       | Amichevole                                                              | 3                                                                       | 89’                                                                     |
| 4-6-2006                                                                | Abidjan                                                                 | Costa d'Avorio                                                          | 3 – 0                                                                   | Slovenia                                                                | Amichevole                                                              | -                                                                       | 86’                                                                     |
| 15-8-2006                                                               | Celje                                                                   | Slovenia                                                                | 1 – 1                                                                   | Israele                                                                 | Amichevole                                                              | -                                                                       |                                                                         |
| 6-9-2006                                                                | Sofia                                                                   | Bulgaria                                                                | 3 – 0                                                                   | Slovenia                                                                | Qual. Euro 2008                                                         | -                                                                       |                                                                         |
| 7-10-2006                                                               | Celje                                                                   | Slovenia                                                                | 2 – 0                                                                   | Lussemburgo                                                             | Qual. Euro 2008                                                         | 1                                                                       |                                                                         |
| 11-10-2006                                                              | Borisov                                                                 | Bielorussia                                                             | 4 – 2                                                                   | Slovenia                                                                | Qual. Euro 2008                                                         | -                                                                       | 82’                                                                     |
| 7-2-2007                                                                | Domžale                                                                 | Slovenia                                                                | 1 – 0                                                                   | Estonia                                                                 | Amichevole                                                              | -                                                                       | 46’                                                                     |
| 28-3-2007                                                               | Celje                                                                   | Slovenia                                                                | 0 – 1                                                                   | Paesi Bassi                                                             | Qual. Euro 2008                                                         | -                                                                       | 65’                                                                     |
| 2-6-2007                                                                | Celje                                                                   | Slovenia                                                                | 1 – 2                                                                   | Romania                                                                 | Qual. Euro 2008                                                         | -                                                                       | 61’                                                                     |
| 6-6-2007                                                                | Timișoara                                                               | Romania                                                                 | 2 – 0                                                                   | Slovenia                                                                | Qual. Euro 2008                                                         | -                                                                       | 54’ 86’                                                                 |
| 8-9-2007                                                                | Lussemburgo                                                             | Lussemburgo                                                             | 0 – 3                                                                   | Slovenia                                                                | Qual. Euro 2008                                                         | 1                                                                       |                                                                         |
| 12-9-2007                                                               | Celje                                                                   | Slovenia                                                                | 1 – 0                                                                   | Bielorussia                                                             | Qual. Euro 2008                                                         | -                                                                       |                                                                         |
| 13-10-2007                                                              | Celje                                                                   | Slovenia                                                                | 0 – 0                                                                   | Albania                                                                 | Qual. Euro 2008                                                         | -                                                                       | 61’                                                                     |
| 17-10-2007                                                              | Eindhoven                                                               | Paesi Bassi                                                             | 2 – 0                                                                   | Slovenia                                                                | Qual. Euro 2008                                                         | -                                                                       | 68’                                                                     |
| 21-11-2007                                                              | Celje                                                                   | Slovenia                                                                | 0 – 2                                                                   | Bulgaria                                                                | Qual. Euro 2008                                                         | -                                                                       | 65’                                                                     |
| 6-2-2008                                                                | Nova Gorica                                                             | Slovenia                                                                | 1 – 2                                                                   | Danimarca                                                               | Amichevole                                                              | 1                                                                       |                                                                         |
| 26-3-2008                                                               | Budapest                                                                | Ungheria                                                                | 0 – 1                                                                   | Slovenia                                                                | Amichevole                                                              | -                                                                       | 77’                                                                     |
| 26-5-2008                                                               | Göteborg                                                                | Svezia                                                                  | 1 – 0                                                                   | Slovenia                                                                | Amichevole                                                              | -                                                                       | 83’                                                                     |
| 20-8-2008                                                               | Maribor                                                                 | Slovenia                                                                | 2 – 3                                                                   | Croazia                                                                 | Amichevole                                                              | -                                                                       |                                                                         |
| 6-9-2008                                                                | Breslavia                                                               | Polonia                                                                 | 1 – 1                                                                   | Slovenia                                                                | Qual. Mondiali 2010                                                     | -                                                                       |                                                                         |
| 10-9-2008                                                               | Maribor                                                                 | Slovenia                                                                | 2 – 1                                                                   | Slovacchia                                                              | Qual. Mondiali 2010                                                     | 2                                                                       |                                                                         |
| 11-10-2008                                                              | Maribor                                                                 | Slovenia                                                                | 2 – 0                                                                   | Irlanda del Nord                                                        | Qual. Mondiali 2010                                                     | 1                                                                       |                                                                         |
| 15-10-2008                                                              | Teplice                                                                 | Rep. Ceca                                                               | 1 – 0                                                                   | Slovenia                                                                | Qual. Mondiali 2010                                                     | -                                                                       |                                                                         |
| 19-11-2008                                                              | Maribor                                                                 | Slovenia                                                                | 3 – 4                                                                   | Bosnia ed Erzegovina                                                    | Amichevole                                                              | 2                                                                       |                                                                         |
| 11-2-2009                                                               | Genk                                                                    | Belgio                                                                  | 2 – 0                                                                   | Slovenia                                                                | Amichevole                                                              | -                                                                       |                                                                         |
| 28-3-2009                                                               | Maribor                                                                 | Slovenia                                                                | 0 – 0                                                                   | Rep. Ceca                                                               | Qual. Mondiali 2010                                                     | -                                                                       |                                                                         |
| 1-4-2009                                                                | Belfast                                                                 | Irlanda del Nord                                                        | 1 – 0                                                                   | Slovenia                                                                | Qual. Mondiali 2010                                                     | -                                                                       |                                                                         |
| 12-8-2009                                                               | Maribor                                                                 | Slovenia                                                                | 5 – 0                                                                   | San Marino                                                              | Qual. Mondiali 2010                                                     | -                                                                       | 72’                                                                     |
| 5-9-2009                                                                | Londra                                                                  | Inghilterra                                                             | 2 – 1                                                                   | Slovenia                                                                | Amichevole                                                              | -                                                                       | 55’                                                                     |
| 9-9-2009                                                                | Maribor                                                                 | Slovenia                                                                | 3 – 0                                                                   | Polonia                                                                 | Qual. Mondiali 2010                                                     | 1                                                                       |                                                                         |
| 10-10-2009                                                              | Bratislava                                                              | Slovacchia                                                              | 0 – 2                                                                   | Slovenia                                                                | Qual. Mondiali 2010                                                     | -                                                                       |                                                                         |
| 14-10-2009                                                              | Città di San Marino                                                     | San Marino                                                              | 0 – 3                                                                   | Slovenia                                                                | Qual. Mondiali 2010                                                     | 1                                                                       | Cap.                                                                    |
| 14-11-2009                                                              | Mosca                                                                   | Russia                                                                  | 2 – 1                                                                   | Slovenia                                                                | Qual. Mondiali 2010                                                     | -                                                                       |                                                                         |
| 18-11-2009                                                              | Maribor                                                                 | Slovenia                                                                | 1 – 0                                                                   | Russia                                                                  | Qual. Mondiali 2010                                                     | -                                                                       |                                                                         |
| 3-3-2010                                                                | Maribor                                                                 | Slovenia                                                                | 4 – 1                                                                   | Qatar                                                                   | Amichevole                                                              | 1                                                                       |                                                                         |
| 4-6-2010                                                                | Maribor                                                                 | Slovenia                                                                | 3 – 1                                                                   | Nuova Zelanda                                                           | Amichevole                                                              | 2                                                                       | 61’                                                                     |
| 13-6-2010                                                               | Polokwane                                                               | Slovenia                                                                | 1 – 0                                                                   | Algeria                                                                 | Mondiali 2010 - 1º turno                                                | -                                                                       |                                                                         |
| 18-6-2010                                                               | Soweto                                                                  | Stati Uniti                                                             | 2 – 2                                                                   | Slovenia                                                                | Mondiali 2010 - 1º turno                                                | -                                                                       |                                                                         |
| 23-6-2010                                                               | Port Elizabeth                                                          | Inghilterra                                                             | 1 – 0                                                                   | Slovenia                                                                | Mondiali 2010 - 1º turno                                                | -                                                                       |                                                                         |
| 11-8-2010                                                               | Lubiana                                                                 | Slovenia                                                                | 2 – 0                                                                   | Australia                                                               | Amichevole                                                              | -                                                                       | 74’                                                                     |
| 3-9-2010                                                                | Maribor                                                                 | Slovenia                                                                | 0 – 1                                                                   | Irlanda del Nord                                                        | Qual. Euro 2012                                                         | -                                                                       | 74’                                                                     |
| 7-9-2010                                                                | Belgrado                                                                | Serbia                                                                  | 1 – 1                                                                   | Slovenia                                                                | Qual. Euro 2012                                                         | 1                                                                       |                                                                         |
| 8-10-2010                                                               | Lubiana                                                                 | Slovenia                                                                | 5 – 1                                                                   | Fær Øer                                                                 | Qual. Euro 2012                                                         | 1                                                                       | 73’                                                                     |
| 12-10-2010                                                              | Tallinn                                                                 | Estonia                                                                 | 0 – 1                                                                   | Slovenia                                                                | Qual. Euro 2012                                                         | -                                                                       | 83’                                                                     |
| 17-11-2010                                                              | Capodistria                                                             | Slovenia                                                                | 1 – 2                                                                   | Georgia                                                                 | Amichevole                                                              | -                                                                       |                                                                         |
| 9-2-2011                                                                | Scutari                                                                 | Albania                                                                 | 1 – 2                                                                   | Slovenia                                                                | Amichevole                                                              | 1                                                                       | Cap. 68’                                                                |
| 25-3-2011                                                               | Lubiana                                                                 | Slovenia                                                                | 0 – 1                                                                   | Italia                                                                  | Qual. Euro 2012                                                         | -                                                                       |                                                                         |
| 29-3-2011                                                               | Lurgan                                                                  | Irlanda del Nord                                                        | 0 – 0                                                                   | Slovenia                                                                | Qual. Euro 2012                                                         | -                                                                       | 84’                                                                     |
| 3-6-2011                                                                | Toftir                                                                  | Fær Øer                                                                 | 0 – 2                                                                   | Slovenia                                                                | Qual. Euro 2012                                                         | -                                                                       | 55’                                                                     |
| 10-8-2011                                                               | Lubiana                                                                 | Slovenia                                                                | 0 – 0                                                                   | Belgio                                                                  | Amichevole                                                              | -                                                                       | 84’                                                                     |
| 2-9-2011                                                                | Lubiana                                                                 | Slovenia                                                                | 1 – 2                                                                   | Estonia                                                                 | Qual. Euro 2012                                                         | -                                                                       | 56’                                                                     |
| 6-9-2011                                                                | Firenze                                                                 | Italia                                                                  | 1 – 0                                                                   | Slovenia                                                                | Qual. Euro 2012                                                         | -                                                                       |                                                                         |
| 22-3-2013                                                               | Lubiana                                                                 | Slovenia                                                                | 1 – 2                                                                   | Islanda                                                                 | Qual. Mondiali 2014                                                     | 1                                                                       | 29’                                                                     |
| 31-5-2013                                                               | Bielefeld                                                               | Turchia                                                                 | 0 – 2                                                                   | Slovenia                                                                | Amichevole                                                              | 1                                                                       | 58’                                                                     |
| 7-6-2013                                                                | Reykjavík                                                               | Islanda                                                                 | 2 – 4                                                                   | Slovenia                                                                | Qual. Mondiali 2014                                                     | -                                                                       | 87’                                                                     |
| 6-9-2013                                                                | Lubiana                                                                 | Slovenia                                                                | 1 – 0                                                                   | Albania                                                                 | Qual. Mondiali 2014                                                     | -                                                                       | 83’                                                                     |
| 10-9-2013                                                               | Nicosia                                                                 | Cipro                                                                   | 0 – 2                                                                   | Slovenia                                                                | Qual. Mondiali 2014                                                     | 1                                                                       | 90+3’                                                                   |
| 11-10-2013                                                              | Maribor                                                                 | Slovenia                                                                | 3 – 0                                                                   | Norvegia                                                                | Qual. Mondiali 2014                                                     | 3                                                                       | 92’                                                                     |
| 15-10-2013                                                              | Berna                                                                   | Svizzera                                                                | 1 – 0                                                                   | Slovenia                                                                | Qual. Mondiali 2014                                                     | -                                                                       |                                                                         |
| 5-6-2014                                                                | Montevideo                                                              | Uruguay                                                                 | 2 – 0                                                                   | Slovenia                                                                | Amichevole                                                              | -                                                                       | 67’                                                                     |
| 7-6-2014                                                                | Buenos Aires                                                            | Argentina                                                               | 2 – 0                                                                   | Slovenia                                                                | Amichevole                                                              | -                                                                       | 88’                                                                     |
| 8-9-2014                                                                | Tallinn                                                                 | Estonia                                                                 | 1 – 0                                                                   | Slovenia                                                                | Qual. Euro 2016                                                         | -                                                                       |                                                                         |
| 9-10-2014                                                               | Lubiana                                                                 | Slovenia                                                                | 1 – 0                                                                   | Svizzera                                                                | Qual. Euro 2016                                                         | 1                                                                       |                                                                         |
| 12-10-2014                                                              | Vilnius                                                                 | Lituania                                                                | 0 – 2                                                                   | Slovenia                                                                | Qual. Euro 2016                                                         | 2                                                                       |                                                                         |
| 15-11-2014                                                              | Londra                                                                  | Inghilterra                                                             | 3 – 1                                                                   | Slovenia                                                                | Qual. Euro 2016                                                         | -                                                                       |                                                                         |
| 27-3-2015                                                               | Lubiana                                                                 | Slovenia                                                                | 6 – 0                                                                   | San Marino                                                              | Qual. Euro 2016                                                         | 1                                                                       |                                                                         |
| 14-6-2015                                                               | Lubiana                                                                 | Slovenia                                                                | 2 – 3                                                                   | Inghilterra                                                             | Qual. Euro 2016                                                         | 1                                                                       |                                                                         |
| 5-9-2015                                                                | Basilea                                                                 | Svizzera                                                                | 3 – 2                                                                   | Slovenia                                                                | Qual. Euro 2016                                                         | 1                                                                       | 34’ 59’                                                                 |
| 14-11-2015                                                              | Kharkiv                                                                 | Ucraina                                                                 | 2 – 0                                                                   | Slovenia                                                                | Qual. Euro 2016                                                         | -                                                                       | 36’ 90’                                                                 |
| 17-11-2015                                                              | Maribor                                                                 | Slovenia                                                                | 1 – 1                                                                   | Ucraina                                                                 | Qual. Euro 2016                                                         | -                                                                       |                                                                         |
| 23-3-2016                                                               | Capodistria                                                             | Slovenia                                                                | 1 – 0                                                                   | Macedonia                                                               | Amichevole                                                              | -                                                                       | 69’                                                                     |
| 28-3-2016                                                               | Belfast                                                                 | Irlanda del Nord                                                        | 1 – 0                                                                   | Slovenia                                                                | Amichevole                                                              | -                                                                       | 46’                                                                     |
| 30-5-2016                                                               | Malmö                                                                   | Svezia                                                                  | 0 – 0                                                                   | Slovenia                                                                | Amichevole                                                              | -                                                                       | 60’                                                                     |
| 5-6-2016                                                                | Lubiana                                                                 | Slovenia                                                                | 0 – 1                                                                   | Turchia                                                                 | Amichevole                                                              | -                                                                       | 46’                                                                     |
| 4-9-2016                                                                | Vilnius                                                                 | Lituania                                                                | 2 – 2                                                                   | Slovenia                                                                | Qual. Mondiali 2018                                                     | -                                                                       | 56’                                                                     |
| 8-10-2016                                                               | Lubiana                                                                 | Slovenia                                                                | 1 – 0                                                                   | Slovacchia                                                              | Qual. Mondiali 2018                                                     | -                                                                       | 68’                                                                     |
| 11-11-2016                                                              | Ta' Qali                                                                | Malta                                                                   | 0 – 1                                                                   | Slovenia                                                                | Qual. Mondiali 2018                                                     | -                                                                       | 83’                                                                     |
| 10-6-2017                                                               | Lubiana                                                                 | Slovenia                                                                | 2 – 0                                                                   | Malta                                                                   | Qual. Mondiali 2018                                                     | 1                                                                       | 64’ 85’                                                                 |
| Totale                                                                  |                                                                         | Presenze (7º posto)                                                     | 80                                                                      |                                                                         | Reti (2º posto)                                                         | 32                                                                      |                                                                         |

## Palmarès

### Club
- Coppa di Slovenia: 1

Maribor: 2015-2016
- Campionato sloveno: 1

Maribor: 2016-2017

### Individuale
- Capocannoniere del campionato bulgaro: 1

2005-2006 (16 gol, a pari merito con José Furtado)
- Capocannoniere del 2. Fußball-Bundesliga: 1

2007-2008 (20 gol)
- Calciatore sloveno dell'anno: 1

2008